# Kutchubaea oocarpa
Kutchubaea oocarpa är en måreväxtart som först beskrevs av Paul Carpenter Standley, och fick sitt nu gällande namn av Claes Håkan Persson. Kutchubaea oocarpa ingår i släktet Kutchubaea och familjen måreväxter. Inga underarter finns listade i Catalogue of Life.